# Riviera Beach (Maryland)
Riviera Beach è un census-designated place (CDP) degli Stati Uniti d'America, situato nello stato del Maryland, nella contea di Anne Arundel.